# Garretti
(Paruzia, XIV secolo, tratto dal Dizionario geografico storico-statistico-commerciale degli Stati di S. M. il Re di Sardegna di Goffredo Casalis, Torino 1840, vol. VI, pg. 610)
I Garretti, o al singolare Garretto, sono una famiglia nobile ghibellina "de hospitio" appartenenti alle casane astigiane.

## Storia
Di origine anscarica, secondo la tradizione il fondatore Jorio, che nei primi anni del secolo XI venne costituito dall'imperatore Enrico II il Santo commissario imperiale in Italia, venne da quest'ultimo incaricato di sedare e comporre le controversie, e far cessare le piccole ma accanite guerre, guerretas o guerrette, donde l'appellativo de' Garrettis. In premio della bene eseguita commissione fu investito del feudo, come appare in un diploma imperiale dell'anno 1007, comprendente un ampio tratto tra il Po e il Tanaro, allora poco popolato a cagione di lunghe e continue devastazione, e ivi avrebbe fondati nove castelli: Ferrere, Cisterna, Belriguardo, Gorzano, Marcellengo, Lavezzole, Castelnuovo, Cellarengo e Menabò. Consta però che parte di quel territorio, se non interamente, era feudo del Vescovo o della Chiesa d'Asti; si comprende così il motivo per il quale il vescovo di Asti nell'anno 1100, ritenne anch'egli di dover investire la famiglia del feudo di Ferrere, insieme ad alcuni beni a Lavezzole e nel Prato Bernardo, avocando però gli altri castelli fondati dai Garretti.
Pietro Garretto, signore di Ferrere, fu governatore di Cuneo per la repubblica d'Asti nel 1147. Della famiglia si fa nuovamente menzione durante il secondo sacco dell'imperatore Federico Barbarossa nel 1162, quando furono indicati come difensori di Asti. Nel secolo successivo la famiglia si dedicò al commercio e al cambio a Genova e alle fiere di Lagny-sur-Marne e Bar-sur-Aube; successivamente furono segnalate attività nei Paesi Bassi, nelle Fiandre e in Brabante. Nel XIV secolo furono attivi in Savoia, a Thonon e ad Aigle: è in quest'epoca che dovrebbe essersi originato quello che alcuni storici ritengono un ramo cadetto della famiglia, i de Garret de Catin, che vissero in Francia ed ivi si estinsero non più tardi del secolo XVII. Questo ramo tenne le baronie di Beaujeu, di Mariaud, e la signoria di Noyers .
Andrea de' Garretti fu prescelto da Enrico VII di Lussemburgo a suo cancelliere cesareo e ambasciatore all'epoca della sua calata in Italia del 1310. Nell'anno 1339 Rodolfo Garretto, sul finire del secolo tesoriere regionale a Villeneuve, fu il primo tra i 14 magnati che presero parte alla stesura degli statuti di Asti. I Garretti si distinsero durante la decisiva battaglia di Gamenario, e i quali gesti furono oggetto di una canzone del tempo.

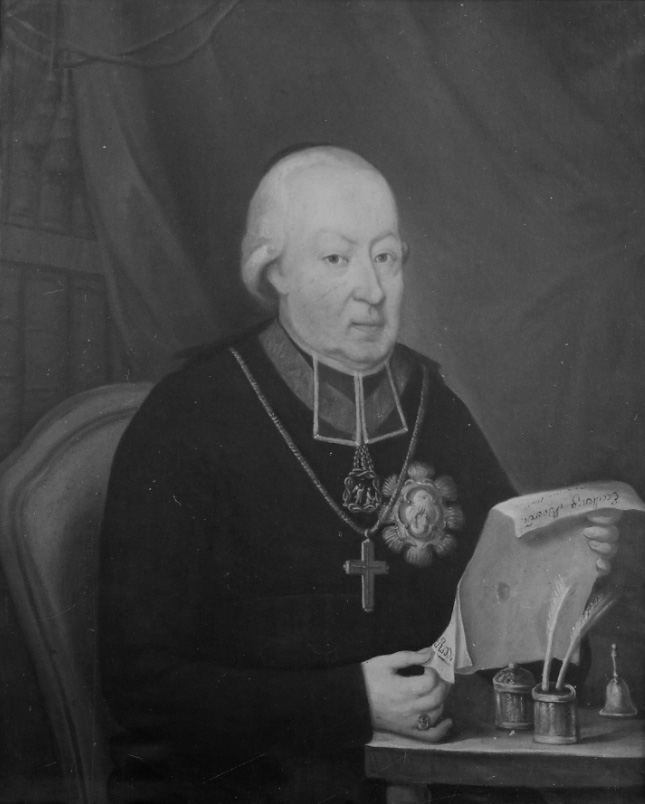
Ritratto dell'abate Cesare Dionigi Garretti di Ferrere

L'abate Cesare Dionigi Garretti di Ferrere (1744-1826), rettore della Real Basilica di Superga, fu preside della Congregazione di Superga dal 1791 alla soppressione nel 1801; nel 1815, durante la restaurazione, Vittorio Emanuele I riaprì l'istituto e ne richiamò a capo il Garretti. Il sovrano lo creò anche suo elemosiniere, abate di San Michele della Chiusa e direttore della Congregazione Primaria Generalissima di Carità. Carlo Felice, nel 1822, gli concesse il privilegio di svolgere “le veci di Gran Limosiniere per quello che spetta alla Regia Congregazione” e lo nominò maestro di cerimonie dell’Ordine dell’Annunziata.
In tempi più recenti, infatti, i Garretti si contraddistinsero per i loro affetto e per la loro devozione alla real casa di Savoia: il generale Filippo Garretti, conte di Ferrere, fu Gran Maestro della Real Casa durante il regno di Carlo Alberto e cavaliere della Santissima Annunziata; un Luigi fu invece primo paggio della regina Maria Adelaide.
Il 24 febbraio 1945, durante la seconda guerra mondiale, 44 ufficiali del Regio Esercito, tra cui il tenente Gaetano Garretti di Ferrere, presi prigionieri dai tedeschi in seguito all'armistizio, si ribellarono alle imposizioni tedesche sostituendosi a 21 loro compagni scelti a caso per una decimazione dimostrativa. Il suo nome, insieme a quello di Giovanni Anelli e di Tullio Cosentino, entrambi torinesi, sono iscritti in una targa commemorativa posta in piazzetta Carlo Mollino, in Torino, proprio dove aveva sede l'Accademia Militare, e di fronte all'Archivio di Stato di Torino, diretto dal 1953 al 1972 dallo stesso Gaetano Garretti.

## Residenze
Furono i diversi nuclei famigliari della famiglia Garretti che presso Ferrere edificarono due castelli, oggi completamente modificati da rifacimenti ed aggiunte. Una prima costruzione fortificata, di cui si ha solo memoria documentale, fu eretta nel XII secolo. Nella seconda metà del XIII secolo fu messa a ferro e fuoco, per questo ne fu eretta una seconda fortificata e circondata da mura che inglobavano anche il borgo. Il cosiddetto Castelvecchio mantiene ancora in parte l’aspetto di fortezza; nel 1660 infatti i Garretti decisero di costruire una residenza elegante sul colle e di destinare il vecchio maniero a filatura per la seta e una delle torri fu abbattuta, nel 1924, su impulso di Emanuele Montalcini fu demolito il corpo principale e sui suoi resti venne infine edificato l’attuale complesso scolastico.
L’attuale Castelrosso, così detto forse perché dipinto di rosso all’epoca, fu poi modificato tra il 1780 e il 1785 dall'architetto Filippo Castelli. Nel 1851, dopo 751 anni di proprietà, ai conti Garretti subentrarono i conti Gromis di Trana, in seguito al matrimonio di Sofia Garretti con Augusto Gromis, che divenne proprietario dei castelli, cascine, mulini e di un gran numero di terreni di Ferrere. Nel 1910 cedette tutto in blocco al professor Emanuele Montalcini, scapolo, zio di Rita Levi Montalcini. Il prof. Montalcini tenne per sé il Castelrosso e le immediate adiacenze e divise il territorio in piccoli lotti, che cedette ai Ferreresi che ne facevano richiesta, concedendo loro il tempo per sistemarli, farli produrre e poi pagarglieli. Il sorgere della piccola proprietà segnò una svolta importantissima nella vita del paese con un notevole miglioramento delle condizioni della popolazione. Nel periodo fascista, poco prima dell'emanazione delle leggi razziali, il professor Montalcini, di origine israelita, dovette cedere il Castelrosso e le sue pertinenze al cavalier Casagrande, che lo tenne per soli quattro anni e lo vendette a Giuseppe Novarino, che in tempo di guerra ospitò famiglie di sfollati e addirittura una scuola, e dopo la guerra affittò parte del castello a privati. Nel 1955, con il contributo della popolazione di Ferrere, il Castelrosso fu acquistato dal parroco don Vallero, ma l'impresa fu eccessivamente dispendiosa e ora il complesso è gestito dalla Curia astigiana che, con la costruzione di un edificio moderno dove prima c'era il rustico, lo ha adibito a casa di riposo per anziani.
In Lavazzolo, oggi Lavezzole frazione di San Damiano d'Asti, vi era un Convento dei Minori Osservanti di San Francesco, fondato dai Garretti insieme alla chiesa attigua nell'anno 1606. Il Convento nel 1804, in base alle disposizioni napoleoniche, fu venduto e trasformato in residenza privata dalla famiglia Pogliani di Asti.

## Feudi
Già feudatari di Ferrere, nell'anno 1314, per intercessione di Enrico VII, i Garretti ottennero da Filippo di Acaia, signore del Piemonte, anche un altro feudo, quello di Stodegarda, detta anche Tuerda ed oggi frazione di Poirino col nome di Stuerda.
In seguito i Garretti cercarono di riappropriarsi degli antichi possedimenti; essi riacquisirono infatti i castelli di Cisterna, Cellarengo e Menabò. Nel 1275, nel corso dell'invasione del Piemonte da parte di Carlo d'Angiò, gli astesi, dopo aver cacciato gli invasori, assediarono, distruggendoli, i castelli di Gorzano, Marcellengo, Lavezzole e Castelnuovo, situati tutti nella valle del Borbore, e ne costrinsero gli abitanti a ridursi presso San Damiano, ai quattro quartieri del quale fu imposta la denominazione delle terre distrutte; i Garretti persero quindi la titolarità di codesti feudi.
Numerosi fuorno i conflitti con la Diocesi di Asti, che reclamava diritti feudali; lo scontro si concretizzò agli inizi del XV secolo circa il feudo di Cisterna e Belriguardo, quando essi impedirono ad Aimonetto Roero di Pralormo di prendere possesso del terzo di giurisdizione concessogli dal vescovo Francesco Morozzo della Rocca. Questa sfida all’autorità del vescovo, aggravata dal rifiuto di riconoscerne la supremazia sul feudo diede origine nel 1411 a un procedimento legale, conclusosi con una sentenza arbitrale che ribadì la natura di feudo ecclesiastico del castello di Cisterna. Poiché i Garretti non si piegarono, il feudo venne loro confiscato e concesso nel 1412 dal vescovo Alberto Guttuari ai propri fratelli, senza peraltro che cessasse la resistenza degli spodestati. Due anni dopo, si addivenne perciò a un compromesso, in forza del quale i Garretti ottennero l’investitura vescovile per metà del castello. Il confronto tra i Garretti e la Chiesa di Asti proseguì tuttavia ancora a lungo, coinvolgendo la curia romana, dalla quale il vescovo ottenne nel 1422 un breve pontificio per reinfeudare Cisterna, e provocando più tardi l’intervento del duca di Milano Filippo Maria Visconti, allora signore di Asti, che reclamò la devoluzione del feudo alla sua camera. Nel 1446 – tramontato ormai il predominio dei Guttuari – Cisterna tornò nelle mani dei Garretti, per investitura congiunta di Tissetto Garretto da parte del vescovo di Asti, Bernardo Landriano, e del duca di Milano. Nel 1470, il castello di Belriguardo, parte del feudo di Cisterna, venne ceduto in pagamento di un debito da Antonio Garretto a Martino Pelletta, un esponente della potente famiglia di banchieri astigiani, che già deteneva, tra gli altri, i feudi ecclesiastici di Cortanze e Cortazzone. Quando, tuttavia, nel 1472, Martino e altri Pelletta furono colpiti dall’accusa di avere ordito l’omicidio di un loro parente e la causa fu avocata alla curia romana da Papa Sisto IV, i loro feudi dipendenti dalla Chiesa furono dapprima sequestrati e provvisoriamente affidati ad Antonio Pelletta, non coinvolto nell’accusa, quindi devoluti alla Camera apostolica. In un primo tempo, Antonio Pelletta aveva potuto prendere possesso di Belriguardo e di Cisterna, che nel frattempo era stato ceduto per fiorini 14.000 dai Garretti, vedendo successivamente tale acquisizione confermata da una bolla papale del 1474. Due anni dopo, però, lo stesso Sisto IV procedette senz’altro a investire della metà di entrambi i feudi il nipote Antonio Basso della Rovere. Infine, con la successiva transazione del 1477 che pose termine alla causa intentata contro di loro, i Pelletta, in cambio della loro piena reintegrazione nel possesso di Cortanze e Cortazzone, rinunciarono ai loro diritti su Cisterna e Belriguardo. Nel 1559 i Basso della Rovere alienarono i loro diritti a un uomo d’arme al servizio della Francia, il capitano Torquato Torto, questi lo lasciò in eredità alla figlia Isabella, andata in sposa al marchese Borso Acerbi di Milano. Qualche tempo dopo, nel 1599, il breve Coelestis potentiae, emanato da Papa Clemente VIII, innalzò il feudo di Cisterna, al quale venne in quell’occasione definitivamente aggregato Belriguardo, alla dignità marchionale. Nel 1650, infine, al marchese Giovanni Acerbi, figlio di Borso e di Isabella Torto, subentrò per acquisto Francesco dal Pozzo, marchese di Voghera, dal quale, a seguito di un breve di Papa Clemente X del 1670 che elevò Cisterna a principato, discendono i dal Pozzo della Cisterna.
I ruderi del castello di Belriguardo (anche Bogardo o Belvedere), punto strategico preso di mira nelle guerre della prima metà del secolo XVI, erano ancora visibili nel secolo XIX. Secondo una fonte del tardo Settecento, Belriguardo ospitava allora una tenuta composta di “casa, sito altre volte il castello, vigna, bosco, castagnito, e gerbido”, posseduta da un “particolare” di Cisterna a titolo di “enfiteusi” verso il feudo.

## Araldica
I Garretti come i Cacherano, Antignano, Buneo, Falletti, Malabayla, Ponte, Scarampi e Solaro, hanno uno stemma con semplici partizioni, questo farebbe pensare ad un'origine particolarmente remota, riconducibile alla sfera militare-feudale.
Scudo: Fasciato, ondato d'oro e di rosso.
Cimiero: L'aquila bicipite di nero, rostrata d'oro.
Motto: VIRTVTE PROBATA.
Sostegni: due liocorni d'argento col motto NOXIA PELLO.
Esiste una variante del blasone in uso almeno negli anni 1613 e 1687 avente al cimiero un licorno d'argento, nascente, e il motto FAR E NON DIR.